# Приниження
Прини́ження — поведінка людини, метою і результатом якої є падіння у принижуваного почуття власної гідності та його гідності в очах інших людей. Приниження може відбуватися як навмисно, наприклад, з метою самоствердження, так і бути, наприклад, методом виховання.
Приниження є психологічною травмою і може стати причиною різних психічних розладів.

## Вплив на психіку
Приниження є серйозним ударом для благополуччя людини, оскільки почуття власної гідності та гідності в очах інших людей є важливою моральною цінністю людини. За пірамідою потреб Маслоу ці цінності розташовуються на четвертому рівні. Саме тому, переживши серйозне приниження чи велику кількість тривалих принижень, людина часто несвідомо намагається всіма шляхами уникнути подібного в майбутньому. Тому вона несвідомо перестраховується, неусвідомлено очікуючи від будь-якої людини приниження. Це викликає дезорганізацію відносин із суспільством — призводить до некомунікабельності, озлобленості тощо.
Найбільший вплив на особистість людини приниження спричиняють в дитинстві, оскільки в цей період відбувається формування базових уявлень про світ та суспільство.